# Herbert James Carter
Herbert James Carter (21 de abril de 1858 - 16 de abril de 1940 ) fue un profesor, botánico, algólogo, entomólogo anglo-australiano.

## Biografía
Era aborigen de Marlborough (Wiltshire), hijo de James Carter, granjero, y de su esposa Mary Ann Freeman. Se educó en el Aldenham school, Hertfordshire y en el Jesus College, Cambridge donde en 1881, se graduó de B.A. También fue un gran cricketer.

### Carrera
Migró a Australia (llegó en el  Potosí  el 19 de febrero de 1882) Carter se hizo asistente de matemática en el Sídney Grammar School, después se convirtió en maestro de matemática de alto nivel. En 1902 se convirtió en director de la Escuela Ascham de Niñas hasta 1914. Durante la Primera Guerra Mundial, Carter se convirtió en miembro fundador del comité ejecutivo de la rama australiana de la Sociedad Británica de la Cruz Roja.
Carter se interesó en el estudio de Coleoptera (escarabajos y gorgojos), se incorporó a la Sociedad Linneana de Nueva Gales del Sur y fue miembro de su consejo desde 1920 hasta 1939, y su presidente en 1925- 6. Fue editor conjunto de Australian Encyclopaedia que se publicó en 1925-6. Fue capaz de obtener ayuda de los principales científicos de Australia y sus artículos formados un gran y valiosa parte de esta publicación. En su propio trabajo Carter dio mucha atención a los asuntos de la sinonimia, y publicó una serie de listas de verificación de las familias. Murió repentinamente en su casa en Wahroonga, Sídney en 16 de abril de 1940.

## Legado
Alrededor de cincuenta de sus documentos se enumeran en  Bibliografía de Australia Entomología 1775 a 1930  de Musgrave, y Carter continuó trabajando casi hasta el día de su muerte. Se casó con Antonieta Charlotte Moore en 1882, que falleció antes, y le sobreviven dos hijos y dos hijas. Carter fue muy estimado por sus colegas científicos. Muchos de ellos se mencionan en su  Gulliver in the Bush  (1933), un registro de sus viajes de recolección en Australia. Fue entomólogo honorífico del Museo Australiano, Sídney, por algunos años. Se dispone de una sola colección de coleópteros del Museo Nacional de Melbourne Archivado el 25 de junio de 2011 en Wayback Machine., y una colección más tarde se llevó al Consejo de Investigación Científica e Industrial del CSIRO en Canberra. Uno de los hijos de Carter: Tte. Cnel. Herbert Gordon Carter, DSO, (1885-1963), luchó en la Primera Guerra Mundial.

## Algunas publicaciones
- 1933. Gulliver in the Bush: Wanderings of an Australian Entomologist. Ed. Angus & Robinson, 234 p.
- 1929. A Check List of the Australian Buprestidae. Reimpreso de Royal Zoological Soc. of New South Wales, 40 p.
- 1926. Australian Coleoptera.

## Honores
- La abreviatura «H.J.Carter» se emplea para indicar a Herbert James Carter como autoridad en la descripción y clasificación científica de los vegetales.[2]

## Abreviatura (zoología)
La abreviatura Carter  se emplea para indicar a Herbert James Carter como autoridad en la descripción y taxonomía en zoología.